# Dornau slott

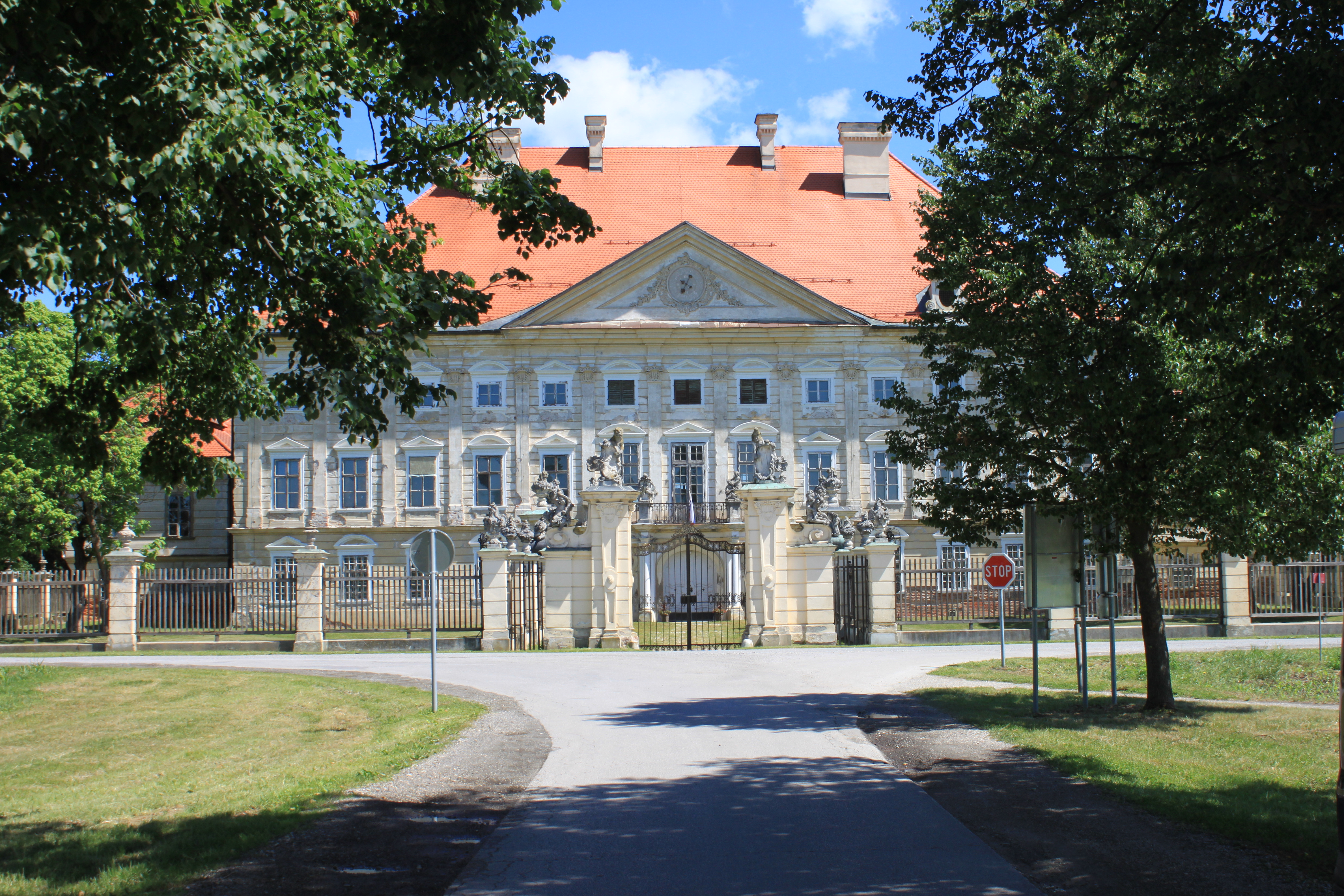
Dornau slott

Dornau slott (slovenska: Dvorec Dornava) ligger i orten Dornau i Slovenien. Det är landets största barockslott och avbildat på ortens vapen. En allé leder upp till slottet.

## Historia

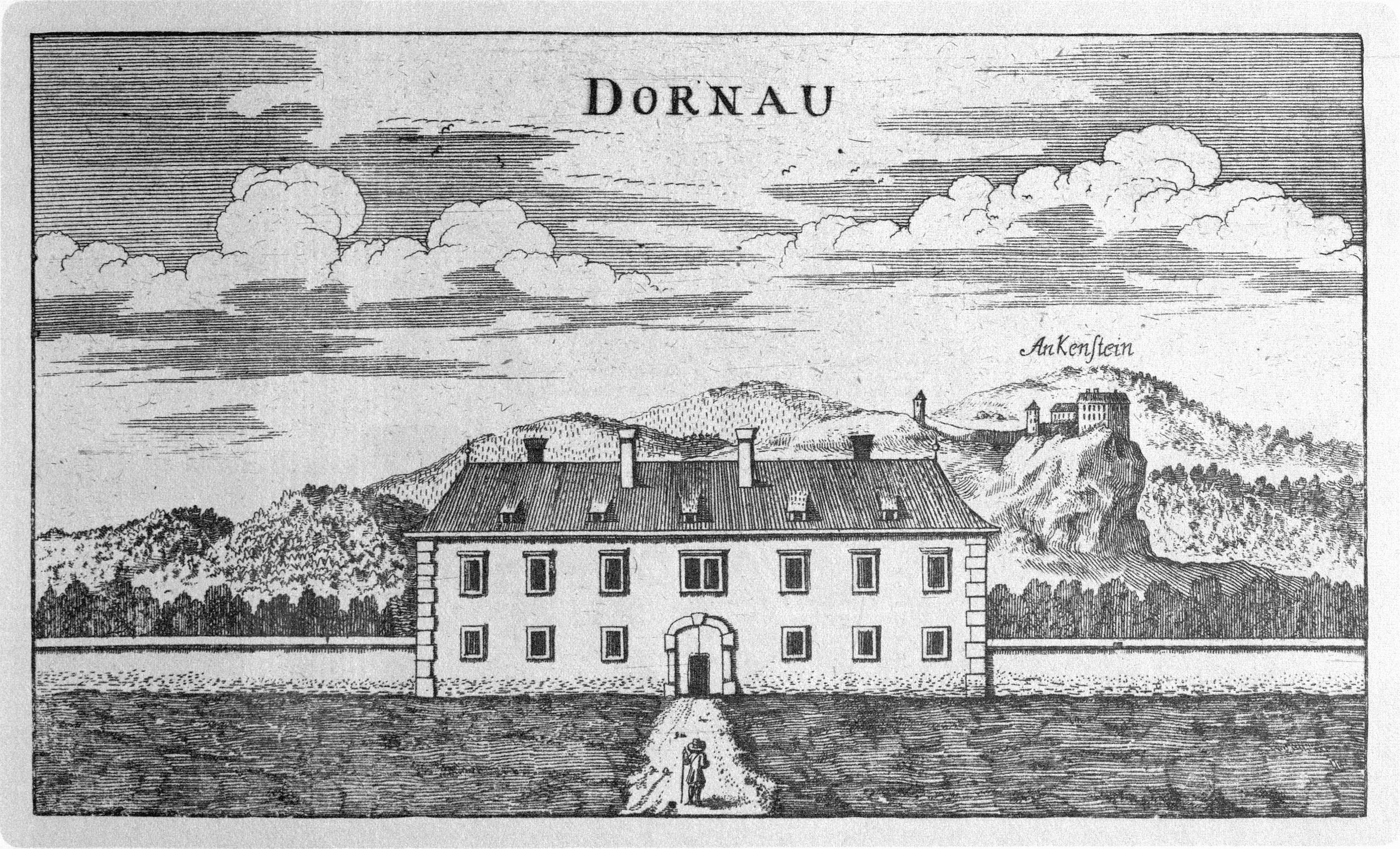
Vischer – Topographia Ducatus Stiria – Dornau innan ombyggnaden

Den första borgen, som byggts på platsen för en tidigare jaktstuga, omnämndes första gången år 1435. De första ägarna tillhörde adelssläkten Pettau. Borgen  förstördes år 1446 under strider med den tyske kejsaren Friedrich III, men byggdes upp igen. Efter flera ägarbyten och bränder hamnade den, på 1700-talet, i familjen von Sauers ägo. De byggde ett litet barockslott som blev början till dagens slott. År 1739 köpte Anton Ferdinand von Attems slottet och mellan åren 1753-1755 lät han det byggas om till det nuvarande utseendet.

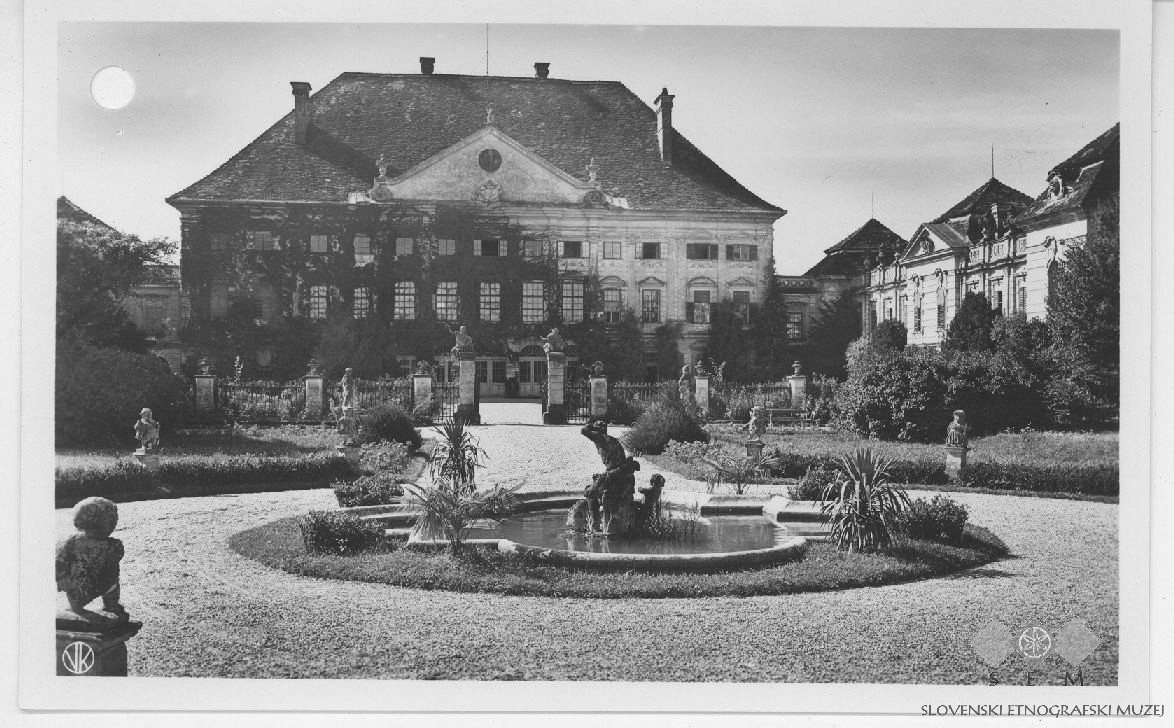
Vykort av Dornau slott, ca. 1925–1945

Karl von Auersperg köpte slottet år 1820 och familjen behöll det under hela 1800-talet. Slottet konfiskerades av jugoslaviska staten år 1945 och en militärbrigad placerades där. Få år senare omvandlades slottet  till ett mentalsjukhus och senare till ett hem för handikappade barn och ungdomar. Idag (2018) står slottet tomt men är under renovering.

### Byggnaden
Byggmästaren Josef Hueber från Wien var ansvarig för ombyggnaden av slottet mellan åren 1753-1755. Den gamla byggnaden utökades, fasaden ändrades och två flyglar och flera paviljonger byggdes till. Anläggningen är en av Sloveniens få profana byggnader i sen barock.
Huvudbyggnaden har en utsmyckad fasad med dubbla fönsterrader och grekiska gavlar. Entrén som sträcker sig över två våningar är utsmyckad med kalkmålningar på väggar och tak med grekiska motiv. Inuti slottet finns ett litet kapell i rokokostil, tillägnat jungfru Maria. 
En mängd rokokomöbler, gobelänger och målningar är bevarade. En del gick förlorat under kriget, men det mesta finns idag på museet i Ptuj.

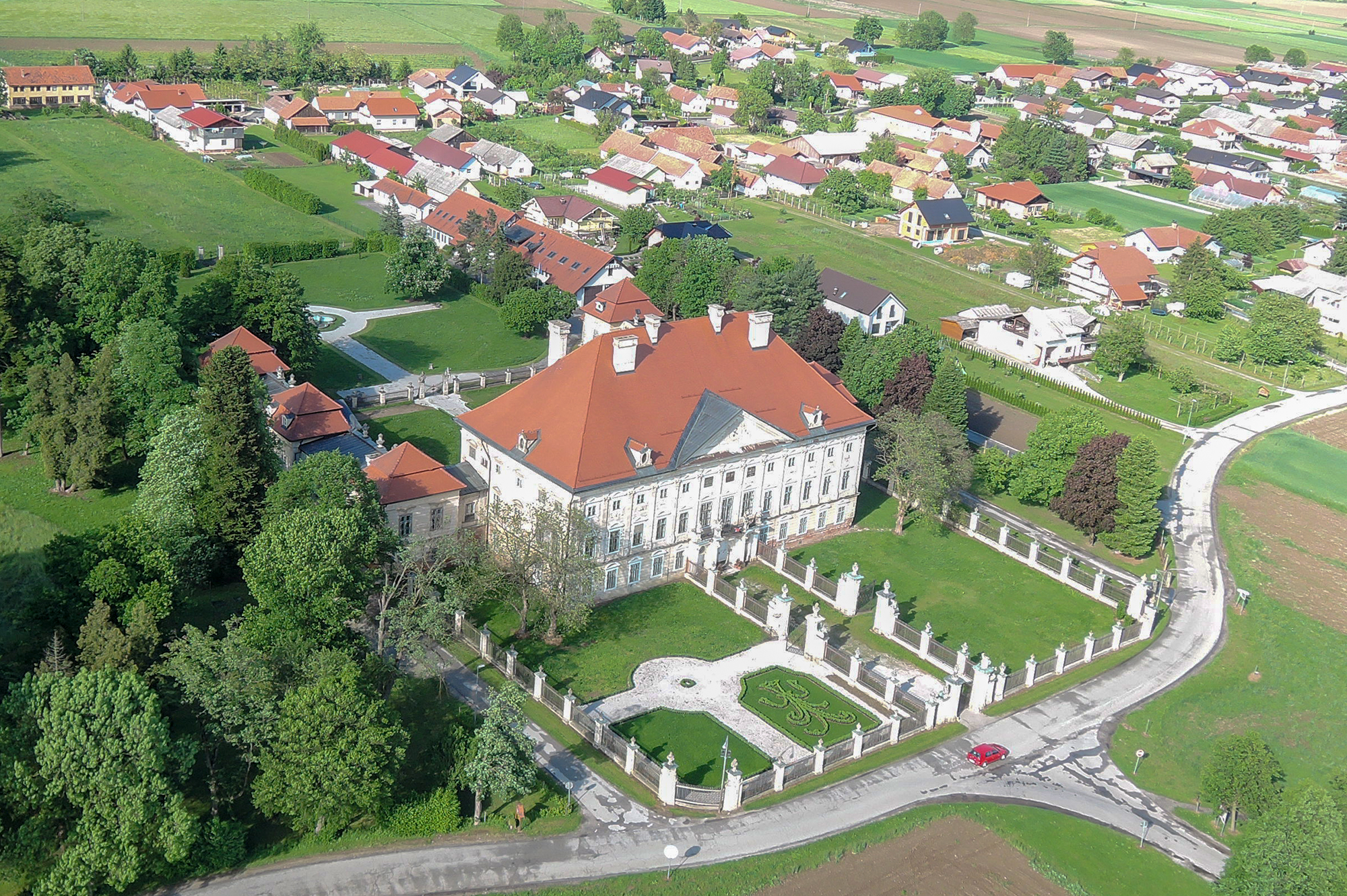
Flygbild av Dornau slott

### Parken
Parken består dels av en typisk barockträdgård med en brunn i mitten och dels av en engelsk park. En skulptur av Johannes Nepomuk står vid floden Pesnica. I barockträdgården finns en brunn från 1700-talet med guden Neptunus i mitten och i parken finns statyer av både grekiska filosofer och dvärgar. De mest värdefulla finns nu på museet i Ptuj. Barockträdgården ar Sloveniens största och  kulturskyddad sedan år 1973.